# Grb Slovenije
Grb Republike Slovenije je emblem, ki ga sestavlja moder ščit z motivom Triglava z dvema valovitima črtama pod njim, tremi šestkrakimi zvezdami nad njim (predstavljajo Celjske grofe (srednji vek), najpomembnejšo plemiško družino z izvorom na Slovenskem) ter z rdečo obrobo po stranskih robovih ščita. Z drugim ustavnim amandmajem je bil sprejet na predvečer razglasitve neodvisnosti od Jugoslavije, 24. junija 1991. Kot socialistična republika znotraj Jugoslavije je Slovenija leta 1947 začela uporabljati motiv najvišjega slovenskega vrha Triglava kot uradni simbol. V obdobju Kraljevine SHS oz. kasneje Jugoslavije je bil slovenski narod zastopan s polmescem in tremi zvezdami v dnu srčnega ščita, ki temelji na teoriji ilirskega izvora Slovencev. Do nastanka Jugoslavije je bil osrednji slovenski narodni simbol poleg narodne zastave grb dežele Kranjske, ki izvira iz 13. stoletja.

## Zgodovinski simboli

### Grbi slovenskih pokrajin
V preteklosti so slovensko ozemlje predstavljali grbi zgodovinskih dežel, predvsem grb Kranjske. Slednji prikazuje na srebrnem ščitu kronanega modrega orla z rdeče-zlato šahiranim polmescem na prsih. Orla kot simbol dežele se prvič zasledi leta 1188. Kranjski grb kot tak naj bi nastal po grbu Andeških (orel) ter Spanheimov (šahirani polmesec). Z listino z dne 12. januarja 1463 je cesar Friderik III. orlu dodal zlato krono ter z zlato zamenjal srebrno barvo polja in v šahovnici. S cesarskima odlokoma z dne 22. avgusta in 17. novembra 1836 se je cesar Ferdinand I. odločil spremeniti grb Kranjske. V novem grbopisu so bili zlati deli, z izjemo krone, spet srebrni kot pred letom 1463.
Slovensko ozemlje so poleg grba kranjske predstavljali še grbi:
- Štajerske (na zelenem polju srebrn panter z rdečo opremo, kateremu iz žrela bruha ogenj),
- Koroške (v prvem zlatem polju sekanega ščita trije črni korakajoči levi, v drugem rdečem polju srebrn tram,
- Goriške (v prvem modrem polju desno poševno sekanega ščita zlat kronan lev, drugo polje je petkrat srebrno-rdeče levo poševno sekano),
- Gradiške (zlato-modro deljen ščit prekriva srebrn sidrni križ),
- Istre (na modrem polju zlata koza z rdečimi rogovi in kopiti, ki stoji na zelenem hribčku),
- Trsta (v zgornjem zlatem polju deljenega ščita je črn kronan dvoglavi orel, spodnje rdeče polje z belim tramom je prekrito z zlatim rezilom sulice),
- Zale (nad srebrnim tramom na modrem polju zlata krona),
- Železne (na modrem ščitu bela štorklja s konjsko podkvijo v kljunu, stoječa na trdnjavi).

Poleg zgodovinskih dežel je vredno omeniti še grb grofije Celjskih ter grb Slovenske marke, od 13. stoletja naprej zgolj geografske enote Kranjske.
- Grb Kranjske
- Grb Štajerske
- Grb Koroška
- Grb Goriške
- Grb Gradiške
- Grb Istre
- Grb Trsta
- Grb Zalske županije
- Grb Železne županije
- Grb Slovenske marke
- Grb Celjske grofije

### Kraljevina SHS in Jugoslavija
V Kraljevini SHS so se projugoslovanski slovenski politiki odrekli kranjskemu orlu in ga v državnem grbu poleg srbskega in hrvaškega grba nadomestili s fiktivnim ilirskim grbom. Modri orel se kljub temu ohrani v rodbinskem grbu kraljevine.
Na seji 28. novembra 1919 je bilo sklenjeno, da bo Slovenijo na grbu Kraljevine SHS predstavljal novi grb, katerega bo tvoril moder ščit z zlato petokrako zvezdo, pod katero bo polmesec. Že prve informacije o novem slovenskem grbu, ki naj bi se po uradni razlagi nanašal na stare Ilire, so povzročile kritike in nasprotovanja: pod vprašaj je bila postavljena zgodovinsko-narodna povezanost Ilirov s Slovenci, kranjski orel pa je bil v očeh mnogih še vedno edini pravi slovenski grb.
Vidovdanska ustava iz junija 1921 je v 2. členu uvedla grb Kraljevine SHS, ki je vključeval kritizirani slovenski grb, ki je tvoril moder ščit s tremi zlatimi šestokrakimi zvezdami, pod katerimi je bil bel polmesec.

### FLRJ in SFRJ
Osvobodilna fronta, glavna slovenska predstavnica narodnoosvobodilnega boja med drugo svetovno vojno, je imela v svojem znaku Triglav. Avtor znaka OF je bil Edvard Ravnikar, ki je združil simbol Triglava s peterokrako zvezdo, ki simbolizira pomen komunistov v Osvobodilni fronti. Motiv Triglava se je obdržal tudi po drugi svetovni vojni. Zgodovinsko prva slovenska ustava iz januarja 1947, katere avtor je Branko Simčič, je definicijo grba obravnavala v 3. členu:
Državni grb Ljudske Republike Slovenije je polje, obdano z žitnim klasjem. Klasje je spodaj povezano s trakom in prepleteno z lipovimi listi. Med vrhovoma klasja je peterokraka zvezda. V spodnjem delu polja so na dnu tri valovite-črte, predstavljajoče morje. Nad njimi se dvigajo trije stožci, katerih srednji je višji, stranska pa sta enaka; stožci predstavljajo Triglav.— Ust. čl. 3 Ustave Ljudske republike Slovenije, 200
Enako je bil kasneje definiran tudi grb Socialistične republike Slovenije.

## Sodobni grb
Amandma C slovenske ustave iz junija 1991 je grb, avtor kiparja Marka Pogačnika, opisal tako:
Grb Republike Slovenije ima obliko ščita. V sredini ščita je na modri podlagi lik Triglava v beli barvi, pod njim sta dve valoviti modri črti, ki ponazarjata morje in reke, nad njim pa so v obliki navzdol obrnjenega trikotnika razporejene tri zlate šesterokrake zvezde. Ščit je ob stranicah rdeče obrobljen. Grb se oblikuje po določenem geometrijskem in barvnem pravilu.— Amandma C 2. ustavnega amandmaja Ustave Republike Slovenije
Po besedah avtorja je koncept grba pod vplivom dela Franceta Prešerna in Jožeta Plečnika . Prešeren v pesmi Krst pri Savici omenja Triglav, pod njim jezersko gladino in nad njim svetlo zarjo, podobne elemente kot jih je Pogačnik uporabil v grbu. Medtem ko je bil v času socializma motiv Triglava povezan predvsem z znakom Osvobodilne fronte, je Pogačnik opazil motiv Triglava že v delu Jožeta Plečnika iz leta 1934. Tega leta je Plečnik izdelal Marijino znamenje, ki se danes nahaja na Bledu, ki pa ne vsebuje ščita Slovenije iz uradnega grba Kraljevine Jugoslavije, temveč poseben grb s podobo Triglava s šesterokrako zvezdo nad njim. Najvrjetneje je bilo Plečnikovo Marijino znamenje navdih tudi za Ravnikarja in njegov simbol Osvobodilne fronte.
Omembe vredna je tudi redkokdaj objavljena upodobitev manj znanega grba Slovenske zaveze, s katero so želeli v odporu proti okupatorskim silam doseči politično enotnost vseh protirevolucionarnih strank, ki niso želele sodelovati z OF. 7. maja 1942 je gibanje v prvi številki glasila objavilo svoj grb, ki je na las podoben sodobnemu grbu Republike Slovenije; v ščitu so nad Triglavom tri šestkrake zvezde. Gre za prvo kombinacijo treh zvezd in Triglava v funkciji slovenskega znaka. Podobnost s sodobnim grbom je povsem naključna, saj Marko Pogačnik v pripravljanju svojega predloga grba za grb Slovenske zaveze ni vedel.
Tri šesterokrake zlate zvezde nad Triglavom izhajajo iz grba Celjskih grofov. Čeprav njihov izvor ni povsem jasen je gotovo, da so bili v stalnem stiku s slovenskogovorečim prebivalstvom ter, da je njihovo ozemlje obsegalo velik del današnje Slovenije. Prvotni pravi pomen zvezd ni znan, obstajajo pa teorije, ki trdijo, da naj bi tri zvezde simbolizirale Sonce ob zori, zenitu in zahodu. Že v medvojnem obdobju se je pojavila namenska razlaga, po kateri naj bi si Celjski prizadevali za narodno-državno združitev južnih Slovanov , tri zvezde v njihovem grbu pa so tako predstavljale tri plemena enega južnoslovanskega naroda, vendar je bila teorija zavrnjena. V povezavi s slovenskim grbom so danes zvezde predstavljene kot simbol kulturnega in upravnega izročila Slovenije ter njene vpetosti v tok evropske zgodovine, saj so se Celjski zaradi dednih pogodb in ugodne zakonske politike uvrščali med vodilne evropske plemiške rodbine poznjega srednjega veka. Celjske zvezde je mogoče danes zaslediti v grbu Celja.
Podrobneje o slovenskih državnih simbolih določa Zakon o grbu, zastavi in himni Republike Slovenije ter o slovenski narodni zastavi iz oktobra 1994.

## Heraldični vidik
Grb Republike Slovenije po heraldičnih pravilih ni grb temveč emblem;
- Grb RS nima uradnega grbopisa, ki je obvezen del grba,
- ščit nima heraldično priznane oblike,
- rdeče polje ščitove obrobe ni pravilno umeščeno, polje ščitove obrobe mora potekati po vseh treh stranicah ščita,
- atribut gore je napačno naslikan v slogu popačenega koničastega heraldičnega reza,
- Triglav ni heraldični atribut, gora s tremi vrhovi se heraldično naslika drugače,
- dve valoviti modri črti naj bi predstavljali morje in reke, vendar lahko valovita tramova predstavljata le reke. Morje se v heraldiki upodobi s kipečimi valovi.